# Tarcys Andrade
Japytacy Andrade Ferreira, mais conhecido como Tarcys Andrade (Recife, 27 de abril de 1955 – Recife, 7 de maio de 2025) foi um cantor e compositor brasileiro de brega romântico.

## Carreira
famoso pelas canções: "Não Chore Amor", "Faça Alguma Coisa Meu Amor", "Um Adeus e Nada Mais", "Meiga Menina", "Juro Vou Tentar Lhe Esquecer" e muitos outros.
Tarcys começou em 1979 pela gravadora Rozembit (Mocambo). Com o sucesso alcançado em todo o Brasil, logo foi contratado pela gravadora EMI-Odeon do Rio de Janeiro, onde gravou 14 LPs (1981 a 1994). Passou também pelas gravadoras Sony Music, CBS, Continental, Polydisc, RM Music (de Belém), NPA Produções (de Recife) e Garra Music (de Recife).
Teve participações em grandes programas de TV tais como: Cassino do Chacrinha, Almoço com as Estrelas, Programa Raul Gil, Clube do Bolinha e programas locais de Recife. Além dos shows realizados em quase todo o Brasil, o cantor também fez shows na Colômbia.
Tarcys Andrade tem mais de 15 discos gravados e mais de 70 000 LPs vendidos.

## Morte
Tarcys morreu na manhã do dia 7 de maio de 2025, aos 70 anos, em Recife, Pernambuco, por complicações de uma cirurgia na vesícula.